# Néo Bizáni
Néo Bizáni (Neo Bizani) är en ort i Grekland.   Den ligger i prefekturen Nomós Ioannínon och regionen Epirus, i den centrala delen av landet, 300 km nordväst om huvudstaden Aten. Néo Bizáni ligger 560 meter över havet och antalet invånare är 307.
Terrängen runt Néo Bizáni är huvudsakligen kuperad, men norrut är den platt. Runt Néo Bizáni är det ganska glesbefolkat, med 35 invånare per kvadratkilometer. Närmaste större samhälle är Ioánnina, 10,8 km norr om Néo Bizáni. Trakten runt Néo Bizáni består till största delen av jordbruksmark.